# 薛祿
薛祿（？—1430年），原名薛六，山東等處承宣布政使司莱州府膠州（今青岛市胶州市）人，明朝軍事將領，陽武侯。

## 生平

### 建文年間
薛祿家族排行老六，人稱薛六，后改名薛祿。靖難之役中，他以士兵身分跟隨燕王朱棣起兵，奪取北平九門。真定之戰中，他持槊刺左副將軍李堅墜馬，并生擒他，后升任指揮僉事。之後跟從朱棣援救永平，并攻下大寧、富峪、會州、寬河等地。后還師北平，并擊敗中央軍遊騎，進指揮同知。攻打大同時，他身為先鋒。此後在白溝河之戰後追擊中央軍至濟南，升任指揮使。東昌之戰中，以少勝多。當時朱棣被盛庸打敗，退守北平。盛庸通知真定諸將屯守威縣、深州，薛祿均擊敗各部。在滹沱河之役中衝鋒陷陣，出入數十次戰鬥，并追至夾河。單家橋之戰中，薛祿被平安生擒，但之後掙脫繩索，并拔刀斬殺守衛，飛馳返回燕軍并繼續戰鬥。此後接連攻破順德、大名、彰德、西水寨，并生擒都指揮花英。之後趁勝攻破東阿、東平、汶上，在淝河戰役、小河戰役、靈璧戰役中功勞最大。后隨朱棣攻破應天府，升任都督僉事。

### 永樂年間
永樂六年（1408年），進升為都督同知。兩年后，擔任驃騎將軍，跟隨明成祖北征，晋升左軍都督府右都督。永樂十年（1412年），他上疏請求訓練武臣子弟。永樂十五年（1417年），以行在後軍都督身分管理營造事務。永樂十八年（1420年）十二月，明成祖遷都北京，他被封為陽武侯，俸祿一千一百石。二十一年（1423年），率領右哨跟從朱棣北征，班師后平定長興盜患。二十二年（1424年），再統領右哨，跟從北征。

### 洪熙宣德年間
明仁宗即位后，任左軍都督府都督，加太子太保，予世券。洪熙元年，充任總兵官，鎮守塞外。之後因獲寇功，再增俸祿五百石。同年，佩鎮朔大將軍印，巡撫開平至大同邊疆。明宣宗即位后，召還，他陳述邊疆守衛五事，后再次派遣巡邊。
宣德元年，漢王朱高煦謀反，薛祿跟從明宣宗親征樂安，并擔任前鋒。朱高煦被捕后，留薛祿與尚書張本鎮守。次年春，奉詔巡視畿南諸府城池。同年夏，復佩大將軍印，北巡開平，還駐宣府。期間率領精兵偷襲瓦剌。后召還。宣德三年，再此跟隨北征，在寬河獲勝，之後留守薊州、永平。再佩鎮朔印，進行巡邊護餉。宣德五年，在鳳凰嶺遇敵并獲勝，加封太保。他上言永寧衛一些地方宜建城堡守衛，明宣宗批准并派遣三萬六千軍民赴工、精騎一千五百護行，均聽由薛祿調遣。臨行前并賜詩讚揚，以仲山甫、南仲比喻。薛祿為武將不知其意，於是向楊士奇求教。楊士奇稱：“聖上是以古賢人待君也。”薛祿則稱：“祿安敢望前賢，然敢不勉圖報上恩萬一。”同年六月，得病，召還。次月病亡。贈鄞國公，謚忠武。

## 後事
薛祿有勇好謀，且紀律嚴明，秋毫無犯。善撫士卒，同甘苦。靖難功臣中，張玉、朱能和薛祿的功勞最大，而薛祿歷任三朝元老，為宿將。其孫薛詵繼承爵位，之後傳至曾孫薛翰，薛翰死後無子，族人相爭襲位，久而不得請，后，田宅歸入公家。萬曆五年（1577年），再封其族人薛鋹為侯，傳至薛濂。崇禎末年，李自成攻佔京師，薛濂被害，爵位遂斷絕。

## 逸事
薛祿要出生時，正好大雨磅礡，薛祿生下來，哇哇大哭，但其父聽見門口有人說話，打開門一瞧，原來是兩個在他家門前避雨的將軍，一左一右地站在那兒，按著刀，倒像在給他家站崗站哨似的。後被一位相士知道以後，就說這孩子降生之際，居然有兩將軍守門，將來必成大器，後來薛祿果然拜將封侯，富貴之極。
錦衣衛指揮使紀綱得知一名道姑美貌，欲收為妾。卻已經被都督薛祿先娶走了。紀綱非常憤怒，一次在大內遇到薛祿，氣得鞭打薛祿，還用鐵撾敲打薛祿頭部，薛祿的腦袋受了重傷，差點死去。

## 文学作品上的薛祿
《聊斋志异》上有一篇《阳武侯》就是薛祿的传奇故事。